# ملعب أليجانت
ملعب أليجانت (بالإنجليزية: Allegiant Stadium)‏ هو ملعب مغطى يقع في بارادايس،نيفادا.الملعب يستضيف مباريات نادي أوكلاند ريدرز.
بلغت تكلفة الملعب 1.8 مليار دولار وتم إفتتاحه في 31 يوليو 2020.